# Штунь
Штунь — село в Україні, у Вишнівській сільській громаді Ковельського району Волинської області.
Населення становить 731 особу. До 2016 року орган місцевого самоврядування — Штунська сільська рада.

## Географія
Знаходиться за 8 км від Любомля і 135 від м. Луцьк. Має автобусне сполучення з містами Любомль, Ковель, Луцьк.
На західній стороні від села бере початок річка Ягодинка, права притока Західного Бугу.

## Історія
Першу письмову згадку віднайдено у польських документах і вона датується 1472 роком. Місцеві мешканці часто міняли власників — почергово село належало Даниловичам, Стоїцькім, Садовським, Виджґам і Прушинським, котрі продали його Браницьким з Любомля. У 1850 році маєток, як і всю решту володінь Браницьких, конфіскувала, а згодом і поділила а рська влада.
Цінною пам'яткою с. Штунь є барокова церква Іоана Богослова 1777 року з дзвіницею-брамою. Сама будівля церкви є рідкісним поєднанням хрестово-купольної та базилікової композиції. Фасад споруди прикрашає ефектний портал, а у багатій внутрішній декорації збереглися фрески XVIII ст. у формі медальйонів і олійний живопис кінця XIX ст. Цей храм є унікальним пам'ятником волинської архітектурної школи і займає важливе місце серед культових споруд Правобережної України 18 століття.
Перша світова війна завдала значних втрат селянам. Більшість з них змушені були залишити село і протягом 1915—1921 років перебувати в важких умовах біженців. У 1921 році Волинь увійшла у склад Польщі. Відразу на території села виникло кілька польських колоній осадників: Королівська колонія (тридцяти семи польських хат і п'яти українських), Військова штунська колонія (7 господарств поляків), чимало поляків поселилось і по штунських хуторах. Поляки і українці до війни жили дружно, ходили одне до одного в гості, усіляко одне одному допомагали.
У вересні 1939 року в село прийшла радянська влада. Було створено колгосп, сільську раду, реорганізовано школу.
На початку Другої світової війни село не зазнало значних руйнувань. Найбільша трагедія розігралась навесні 1944 року в селі Штунь Любомльського району, коли 53 ні в чому не винних людей замордували в урочищі Берестина солдати Армії Крайової за мовчазної згоди німців. Під час відступу фашисти повністю спалили село. Штунь було визволено 19 липня 1944 року. Чимало його мешканців були мобілізовані в радянську армію. Близько 65 жителів Штуня загинули на фронтах Другої світової війни. Понад 70 ветеранів повернулись додому. Сьогодні живими залилось лише двоє.
У 1945 році розпочалось створення в селі Штунь колгоспу ім. М. Хрущова, який в 1948 році перейменували в колгосп ім. Леніна. У 1995 році колгосп ім. Леніна був реорганізований у КСП «Колос», а у 1999 році — в СГВК «Колос». У 2008 році СГВК «Колос» викупили інвестори.
В селі діє загальноосвітня школа І-ІП ступеня, дитячий садок, медпункт, будинок культури, бібліотека, відділення зв'язку, 4 магазини. Працює СГВК «Колос» і одне фермерське господарство.
Проводяться богослужіння в храмі Іоана Богослова.
17 липня 2020 року, в результаті адміністративно-територіальної реформи та ліквідації Любомльського району, село увійшло до складу Ковельського району.

## Населення
Згідно з переписом УРСР 1989 року чисельність наявного населення села становила 790 осіб, з яких 365 чоловіків та 425 жінок.
За переписом населення України 2001 року в селі мешкала 731 особа.

### Мова
Розподіл населення за рідною мовою за даними перепису 2001 року:
| Мова       | Відсоток |
| ---------- | -------- |
| українська | 99,45 %  |
| російська  | 0,41 %   |
| білоруська | 0,14 %   |